# Genlisea glabra
Genlisea glabra är en tätörtsväxtart som beskrevs av Peter Geoffrey Taylor. Genlisea glabra ingår i släktet Genlisea och familjen tätörtsväxter. Inga underarter finns listade i Catalogue of Life.